# Grand Temuco
⁴

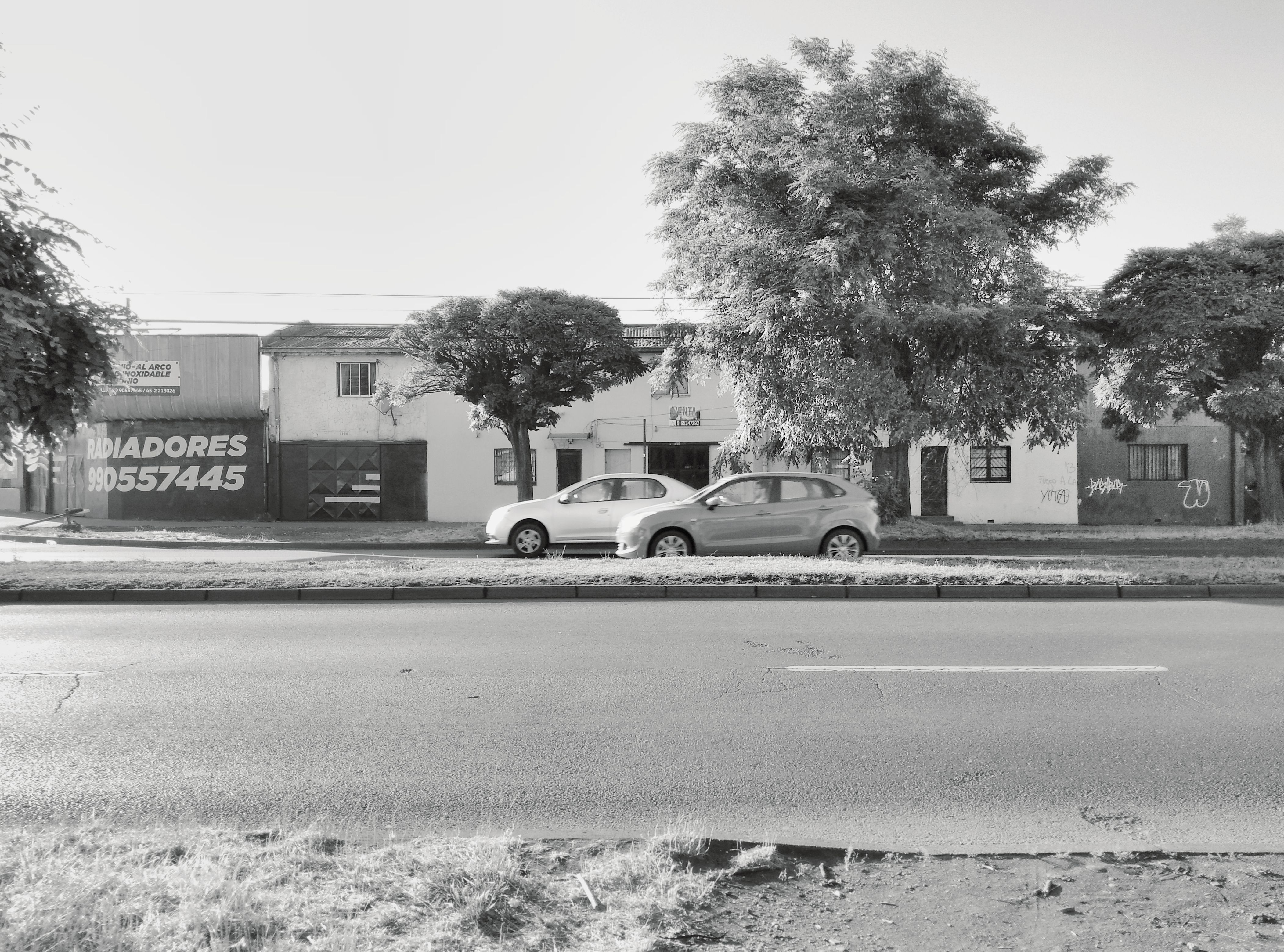
Avenue Caupolicán à Temuco.

Le Grand Temuco est une agglomération située dans la région d'Araucanie au Chili. Le concept métropolitain du Grand Temuco nait lorsqu'une partie de la commune de Temuco, Padre Las Casas, se divise administrativement. Ainsi vient le fait que Temuco soit devenu une agglomération.
Seulement deux communes entre dans cette agglomération, selon le recensement national de 2002, 260 878 habitants. Selon la projection de l'INE en 2005 elle aura 342 878 habitants: Temuco (276 759) et Padre Las Casas (66 697), ce qui signifie qu'elle devrait être la cinquième agglomération du pays après le Grand Santiago (34 communes), Grand Valparaíso (5 communes),Grand Concepción (7 communes) et Grand La Serena (2 communes).